# Asim Vokshi
Asim Vokshi (ur. 1909 w Gjakovej, zm. 4 października 1937 pod Fuente del Ebro) – albański komunista, pochodzący z Kosowa.

## Życiorys
Uczył się w Gjakovej, a następnie w szkole w Kolgecaju. Po ukończeniu gimnazjum w Szkodrze wyjechał do Włoch, gdzie ukończył szkołę wojskową i uzyskał awans na stopień podporucznika. Po powrocie do kraju służył w żandarmerii. W latach 30. Vokshi współpracował z Ali Kelmendim, który wprowadził go do środowiska komunistycznego. W 1935 w Tiranie zamieszkała matka Vokshiego Sabrije, która udostępniała swój dom na spotkania tirańskiej grupy komunistycznej, kierowanej przez Hasana Reçiego. W 1935 wziął udział w antypaństwowej rebelii w Fierze, za co spędził kilka miesięcy w więzieniu, a następnie był internowany w Peqinie. Po uwolnieniu zajął się rozprowadzaniem gazety ABC. W 1936 na wieść o wybuchu hiszpańskiej wojny domowej opuścił kraj i przedostał się do Hiszpanii. Wstąpił do złożonej głównie z włoskich ochotników Brygady Garibaldiego, w której dowodził kompanią. Wziął udział w bitwie pod Fuente del Ebro, gdzie zginął w walce. Pochowany na Cmentarzu Męczenników Narodu w Szkodrze.

## Pamięć
Imię Vokshiego noszą ulice w Tiranie, Kamzie, Korczy i w Kuçovëj, a także gimnazjum językowe w Tiranie i szkoła w Prisztinie. Przed Pałacem Kultury w Gjakovej noszącym imię Vokshiego znajduje się jego popiersie.